# چوی ایل نام
چوی ایل نام (Choi Il-nam) (최일남 ؛ ۲۹ دسامبر ۱۹۳۲ – ۲۸ مهٔ ۲۰۲۳) نویسنده اهل کره جنوبی بود.

## زندگی
در ۲۹ دسامبر ۱۹۳۲ در Jeonju، Jeollabuk-do متولد شد، چوی ایل نام در سال ۱۹۵۷ با مدرک زبان و ادبیات کره ای از دانشگاه ملی سئول فارغ‌التحصیل شد. او به عنوان رئیس بخش فرهنگ در Minguk Daily, Kyunghyang Daily News، و The Dong-a Ilbo خدمت کرد. و متعاقباً سردبیر The Dong-a Ilbo شد.

## ترجمه
- گرگ تنها، در گلچین ادبی کره ای جلد 1 (1988)
- تصنیف در داستان مدرن کره ای یک گلچین (۲۰۰۵)

## زبان کره ای
مجموعه داستان‌های کوتاه
- Seoul salamdeul (Seoulites, 1975)
  - [۳](Two Mules) Nosae du mari
- Geu ddae mal i isseossne (در آن زمان صحبت شد، ۱۹۸۹)
- Hiteulleona jindallae (هیتلر و Azaleas ۱۹۹۱)
- Seongnyu (Pomegranate, 2004)

رمان‌ها
- Geuligo heundeullineun bae (و سپس کشتی گهواره ای، ۱۹۸۴)
- هایان پسر (دست سفید، ۱۹۹۴)
- Mannyeonpil gwa papiluseu (قلم و پاپیروس، ۱۹۹۷).

## جوایز
- جایزه ادبی ولتان (۱۹۷۵)
- جایزه نویسندگی خلاق کره (۱۹۸۱)
- جایزه ادبی یی سانگ (۱۹۸۶)
- جایزه ادبیات مطبوعاتی کاتولیک (۱۹۸۸)
- جایزه ادبیات Inchon (۱۹۹۴).